# Louis-Paul M’Fédé
Louis-Paul M’Fédé (* 26. Februar 1961 in Yaoundé, Kamerun; † 10. Juni 2013 ebenda) war ein kamerunischer Fußballspieler.

## Vereinskarriere
M’Fédé begann seine Karriere 1981 in seiner Geburtsstadt bei Canon Yaoundé. 1983 wechselte er nach Frankreich in die Ligue 1 zu Stade Rennes. 1988 kehrte er zu seinem Stammverein zurück, der ihn 1990 an den spanischen Zweitligisten UE Figueres auslieh. Nach abermaliger Rückkehr nach Yaoundé beendete er dort 1994 seine aktive Laufbahn. 
Mit Canon Yaoundé wurde er 1982 und 1991 kamerunischer Landesmeister.

## Nationalspieler
1984 wurde M’Fédé in den Kader Kameruns für die Olympischen Spiele in Los Angeles berufen. Er bestritt alle drei Partien des Turniers und erzielte beim 1:3 gegen Kanada den Treffer für Kamerun. Zwischen 1986 und 1992 nahm er viermal an der Fußball-Afrikameisterschaft teil, die Kamerun 1988 für sich entschied. Er stand bei den Weltmeisterschaften 1990 und 1994 im Aufgebot der „unzähmbaren Löwen“, wobei er in allen Partien eingesetzt wurde.
Zwischen 1984 und 1994 bestritt er insgesamt 66 Länderspiele, in denen er acht Tore erzielte.

## Erfolge
- Afrikameister: 1988
- Kamerunischer Meister: 1982, 1991